# Сенегозеро
Сенегозеро — пресноводное озеро на территории межселённой территории Онежского района Архангельской области.

## Общие сведения
Площадь озера — 2,7 км², площадь водосборного бассейна — 7,2 км². Располагается на высоте 184,4 метров над уровнем моря.
Форма озера продолговатая: оно более чем на два с половиной километра вытянуто с северо-запада на юго-восток. Берега преимущественно заболоченные.
С северной стороны озера вытекает Сенегручей, впадающий с правого берега в реку Тунуду, которая, в свою очередь, впадает в озеро Тун. Через последнее протекает река Илекса, впадающая в Водлозеро.
Ближе к западному берегу Сенегозера расположены четыре небольших острова без названия.
Населённые пункты и автодороги вблизи водоёма отсутствуют.
Код объекта в государственном водном реестре — 01040100311102000019169.